# Suddenly It's Spring
Suddenly It's Spring (Brasil: Relíquias do Amor / Portugal: Primavera no Outono) é um filme estadunidense de 1947, do gênero comédia romântica, dirigido por Mitchell Leisen e estrelado por Paulette Goddard e Fred MacMurray. Uma eficiente produção, marca registrada de Leisen na Paramount, abriga um roteiro com fórmula gasta e elenco sem intimidade com comédias.

## Sinopse
Peter e Mary Morley são um casal de advogados que vive às turras. Quando os EUA entram na Segunda Guerra Mundial, Mary alista-se como perita em relações matrimonias. Ao retornar, Peter a recebe com um pedido de divórcio, pois se apaixonara pela bela Gloria Fay, mas Mary reluta pois está com dúvidas. Em seguida, um dos clientes de Peter, Jack Lindsay, é fisgado por ela.

## Elenco
| Ator/Atriz       | Personagem      |
| ---------------- | --------------- |
| Paulette Goddard | Mary Morley     |
| Fred MacMurray   | Peter Morley    |
| Macdonald Carey  | Jack Lindsay    |
| Arleen Whelan    | Gloria Fay      |
| Lillian Fontaine | Mãe de May      |
| Frank Faylen     | Harold Michaels |